# Hoa hậu Sắc đẹp Quốc tế 2025
Hoa hậu Sắc đẹp Quốc tế 2025 là cuộc thi Hoa hậu Sắc đẹp Quốc tế lần thứ 3. Hoa hậu Sắc đẹp Quốc tế 2024, Rashmita Rasindran đến từ Malaysia đã trao lại vương miện cho người kế nhiệm vào đêm chung kết.

## Kết quả

### Thứ hạng
| Kết quả                      | Thí sinh |
| ---------------------------- | -------- |
| Hoa hậu Sắc đẹp Quốc tế 2025 |          |
| Á hậu 1                      |          |
| Á hậu 2                      |          |
| Top 6                        |          |
| Top 10                       |          |
| Top 20                       |          |

### Thứ tự công bố
| Top 20 | Top 10 | Top 6 | Top 3 |

## Thí sinh tham gia
16 thí sinh xác nhận tham gia cuộc thi: 
| Quốc gia/Vùng lãnh thổ | Thí sinh                   | Tuổi | Quê quán        |
| ---------------------- | -------------------------- | ---- | --------------- |
| Albania                | Amenda Bardhollari         | 19   | Korçë           |
| Bolivia                | Estefanía Ibarra Rodríguez | 29   | La Paz          |
| Brazil                 | Maiara Braga Porto         | 23   | Nova Friburgo   |
| Campuchia              | Det Sreyneat               | 25   | Phnôm Pênh      |
| Colombia               | María José Chacon          | 24   | Bogotá          |
| Ecuador                | Sofía Pérez                | 19   | Guayas          |
| Đức                    | Luisa Victoria Malz        | 22   | Berlin          |
| Ấn Độ                  | Mehak Dhingra              | 19   | Delhi           |
| Indonesia              | Rinanda Aprillya Maharani  | 22   | Đông Kalimantan |
| Ý                      | Lizzy Giannitelli          | 27   | Roma            |
| Malaysia               | Jessrina Kaur              | 28   | Kuala Lumpur    |
| Montenegro             | Llaura Maroviq             | 18   | Ulcinj          |
| Namibia                | Alica Mokhatu              | 23   | Okahandja       |
| Pakistan               | Dania Khan                 | 24   | Karachi         |
| Philippines            | Cyrille Jean Payumo        | 27   | Porac           |
| Puerto Rico            | Nicole Hernández Ferreira  | 23   | San Juan        |

## Các cuộc thi cấp quốc gia
| Quốc gia/ Vùng lãnh thổ | Ngày             |
| ----------------------- | ---------------- |
| Zambia                  | 24 tháng 8, 2025 |
| Venezuela               | 30 tháng 8, 2025 |
| Hoa Kỳ                  | 1 tháng 9, 2025  |
| Nigeria                 | 28 tháng 9, 2025 |
| Nam Phi                 | Tháng 10, 2025   |

### Số thí sinh tham gia của các châu lục
| \| Châu lục \| Châu lục \| \| \| Số thí sinh (%) \| \| Châu Phi \| Châu Phi \| \| 1 (6,25%) \| 1 (6,25%) \| \| Châu Á \| Châu Á \| \| 6 (37,50%) \| 6 (37,50%) \| \| Châu Âu \| Châu Âu \| \| 4 (25,00%) \| 4 (25,00%) \| \| Bắc Mỹ \| Bắc Mỹ \| \| 1 (6,25%) \| 1 (6,25%) \| \| Nam Mỹ \| Nam Mỹ \| \| 4 (25,00%) \| 4 (25,00%) \| \| Châu Đại Dương \| Châu Đại Dương \| \| 0 (0,00%) \| 0 (0,00%) \| |                |  |            |                 |
| Châu lục | Châu lục       |  |            | Số thí sinh (%) |
| Châu Phi | Châu Phi       |  | 1 (6,25%)  | 1 (6,25%)       |
| Châu Á | Châu Á         |  | 6 (37,50%) | 6 (37,50%)      |
| Châu Âu | Châu Âu        |  | 4 (25,00%) | 4 (25,00%)      |
| Bắc Mỹ | Bắc Mỹ         |  | 1 (6,25%)  | 1 (6,25%)       |
| Nam Mỹ | Nam Mỹ         |  | 4 (25,00%) | 4 (25,00%)      |
| Châu Đại Dương | Châu Đại Dương |  | 0 (0,00%)  | 0 (0,00%)       |

## Chú ý

### Lần đầu tham gia
- Ý

### Trở lại
- Lần cuối tham gia vào năm 2023:
  -  Campuchia
  -  Costa Rica
  -  Pakistan
  -  Bồ Đào Nha

## Tham dự cuộc thi sắc đẹp quốc tế khác
| Quốc gia/Vùng lãnh thổ | Thí sinh            | Cuộc thi                        | Thứ hạng       | Đại diện    |
| ---------------------- | ------------------- | ------------------------------- | -------------- | ----------- |
| Bolivia                | Estefanía Ibarra    | Miss Supranational 2024         | Top 25         | Bolivia     |
| Bolivia                | Estefanía Ibarra    | Reina Hispanoamericana 2025     | Top 12         | Bolivia     |
| Đức                    | Luisa Victoria Malz | Miss Grand International 2021   | Top 20         | Đức         |
| Đức                    | Luisa Victoria Malz | Miss Supranational 2024         | Top 25         | Đức         |
| Ý                      | Lizzy Giannitelli   | Miss Aura International 2025    | Không đạt giải | Ý           |
| Philippines            | Cyrille Jean Payumo | Miss Tourism International 2019 | Hoa hậu        | Philippines |